# Aeroportul Moundou
Aeroportul Moundou (IATA: MQQ, ICAO: FTTD) este un aeroport din Regiunea Logone Occidental, Ciad ce deservește zona Moundou. A fost numit după zona deservită.
Situat la o altitudine de 429 m, aeroportul dispune de o singură pistă.